# 회색머리멧새
회색머리멧새는 멧새과의 새이다. 몸길이는 16~17cm이고 날개길이는 23~29cm이다. 몸색깔은 녹색을 띤 회색이다. 

## 같이 보기
- 동물권
- 동물복지
- 동물 학대